# Leguny w niebie
Leguny w niebie (inaczej Jak się leguny dostały do nieba, Siedział św. Piotr przy bramie lub Legioniści z frontu) – polski utwór żołnierski napisany latem 1920 roku przez Adama Kowalskiego w trakcie wojny polsko-bolszewickiej. Piosenka ta ma charakter żartobliwy i miała na celu podnieść morale wśród polskich żołnierzy.
Współcześnie utwór ten w znacznej mierze zawdzięcza swoją popularność dzięki wykorzystaniu go w filmie „Jak rozpętałem drugą wojnę światową” w zmodyfikowanej wersji (leguny zostały zamienione na żołnierzy, a bolszewicy na hitlerowców).

## Tekst

### Oryginalny (Sierpień 1920)
Siedział święty Piotr przy bramie — oj rety!
Czytał se komunikaty z gazety.
Wtem ktoś szarpnął bramą złotą,
Pyta święty klucznik: kto to?
Leguny my z frontu, leguny!
Czyż nie znacie niebieskiego zwyczaju?
Jak leźć można bez przepustki do raju?
Znamy, znamy — lecz tu pustki,
Więc nas wpuść, choć bez przepustki.
Leguny my bidne, leguny
Wprzód do czyśćca iść musicie w ogonku.
Tam wybielą was, jak płótno na słonku.
Byliśmy już w czyśćcu, byli,
Całkiem nas tam wybielili.
Leguny my czyste, leguny!
Więc mi zaraz marsz do piekła sekcjami!
Niepotrzebny tu ambaras mam z wami.
Byliśmy już nawet w piekle,
Ale tam gorąco wściekle.
Leguny chcą raju, leguny!
Miał staruszek gust wyrzucić tę bandę,
Że się tak do nieba pchają na grandę!
Wąsem ruchał, brodą ruchał,
Ale się nie udobruchał.
Leguny czekały, leguny!
Spostrzegł Pan Bóg, że Piotr święty coś knowa,
Więc odzywa się do niego w te słowa:
Bądźże z wiary, wpuść ich Pietrze,
Bo pomarzną mi na wietrze,
Leguny kochane, leguny!
Chodźcie, chodźcie, mnie was tutaj potrzeba
By nie wleźli bolszewicy do nieba.
Niechaj wiedzą syny czarcie,
Że przy bramie, tu, na warcie
Leguny są polskie, leguny!
I uczynił z nich Piotr święty załogę
I wypłacił im relutum za drogę.
A gdy zmorzył sen Piotrusia
Z aniołkami husia-siusia
Leguny tańczyły, leguny!